# Jeux africains de 2007
Navigation
Édition précédente Édition suivante
Les IXes Jeux africains se sont déroulés à Alger en Algérie du 11 au 23 juillet 2007. Alger étant la première ville à accueillir deux fois les Jeux africains sur ses terres.

## Sports
Vingt-quatre sports figurent au programme des Jeux africains 2007. 
- Athlétisme
- Badminton
- Basket-ball
- Boxe
- Échecs
- Cyclisme
- Équitation
- Escrime
- Football
- Gymnastique
- Handball
- Judo
- Karaté
- Kick-boxing
- Aviron
- Voile
- Tir
- Natation
- Tennis de table
- Taekwondo
- Tennis
- Volley-ball
- Haltérophilie
- Lutte

Sports paralympiques : Athlétisme, basket-ball et goal-ball.
Le baseball, le softball et le hockey sur gazon étaient prévus mais la ville d'Alger ne disposant pas d'infrastructures pour ces sports les annula. Cette compétition devait être qualificative pour les Jeux olympiques de 2008, un tournoi de Hockey sur gazon fut alors organisé à Nairobi, Kenya, simultanément avec les Jeux africains.
La compétition de water-polo a été annulée à cause du manque de participants. Elle devait aussi être qualificative pour les Jeux olympiques de 2008.

## Tableau des médailles
- Nation hôte

| Rang | Nation               | Or | Argent | Bronze | Total |
| ---- | -------------------- | -- | ------ | ------ | ----- |
| 1    | Égypte               | 74 | 62     | 63     | 199   |
| 2    | Algérie              | 71 | 63     | 77     | 211   |
| 3    | Afrique du Sud       | 61 | 66     | 53     | 180   |
| 4    | Nigéria              | 50 | 55     | 54     | 159   |
| 5    | Tunisie              | 48 | 41     | 58     | 147   |
| 6    | Kenya                | 13 | 15     | 10     | 38    |
| 7    | Sénégal              | 8  | 12     | 26     | 46    |
| 8    | Zimbabwe             | 7  | 8      | 8      | 23    |
| 9    | Botswana             | 6  | 2      | 5      | 13    |
| 10   | Cameroun             | 4  | 6      | 17     | 27    |
| 11   | Éthiopie             | 4  | 5      | 10     | 19    |
| 12   | Angola               | 4  | 1      | 7      | 12    |
| 13   | Libye                | 4  | 5      | 10     | 19    |
| 14   | Ghana                | 3  | 10     | 12     | 25    |
| 15   | Érythrée             | 3  | 1      | 2      | 6     |
| 16   | Soudan               | 3  | 0      | 1      | 4     |
| 17   | Seychelles           | 3  | 6      | 1      | 11    |
| 18   | RD Congo             | 2  | 2      | 1      | 5     |
| 19   | Zambie               | 1  | 2      | 6      | 9     |
| 20   | Gabon                | 2  | 1      | 3      | 6     |
| 21   | Lesotho              | 1  | 1      | 2      | 4     |
| 22   | Mali                 | 1  | 0      | 3      | 4     |
| 23   | Ouganda              | 1  | 0      | 1      | 2     |
| 24   | Mozambique           | 1  | 0      | 0      | 1     |
| 25   | Côte d'Ivoire        | 0  | 3      | 12     | 15    |
| 26   | Burkina Faso         | 0  | 2      | 1      | 3     |
| 27   | Congo                | 0  | 1      | 3      | 4     |
| 27   | Madagascar           | 0  | 1      | 3      | 4     |
| 29   | Guinée               | 0  | 1      | 2      | 3     |
| 29   | Maurice              | 0  | 1      | 2      | 3     |
| 31   | Namibie              | 0  | 1      | 1      | 2     |
| 32   | Sao Tomé-et-Principe | 0  | 1      | 0      | 1     |
| 33   | Tanzanie             | 0  | 1      | 0      | 1     |
| 34   | Bénin                | 0  | 0      | 4      | 4     |
| 35   | Guinée-Bissau        | 0  | 0      | 3      | 3     |
| 36   | Centrafrique         | 0  | 0      | 1      | 1     |
| 36   | Togo                 | 0  | 0      | 1      | 1     |